# Вишневский, Геннадий Никифорович
Геннадий Никифорович Вишневский (1 января 1908, дер. Белая Дуброва, Климовичский уезд, Могилёвская губерния, Российская империя — 9 июля 1975, Москва, СССР) — генерал-майор береговой службы, участник Великой Отечественной войны.

## Биография
Геннадий Никифорович Вишневский родился 1 января 1908 года в деревне Белая Дуброва (ныне — агрогородок в Костюковичский район Могилёвской области Белоруссии). В 1925 году он окончил сельскохозяйственную школу. В 1930 году Вишневский был призван на службу в Военно-морской флот СССР. В 1931 году он окончил Кронштадтскую машинную школу, после чего служил на кораблях Балтийского флота. В 1940 году Вишневский окончил военно-морской факультет Военно-политической академии имени В. И. Ленина и был направлен на должность военного комиссара Очаковского сектора береговой обороны Черноморского флота. В этой должности встретил начало Великой Отечественной войны.
Во время обороны Одессы Вишневский возглавлял политотдел Одесской военно-морской базы. После эвакуации из Одессы продолжал службу на партийно-политических должностях в системе Военно-морского флота СССР. С октября 1941 по апрель 1943 года был инспектором, старшим инспектором Главного политического управления Военно-морского флота СССР. С апреля 1943 года Вишневский руководил политотделами Ижорского и Таллинского секторов береговой обороны Военно-морского флота СССР, затем других подразделений. Участвовал в боях за Восточную Пруссию, во время боёв за Кёнигсберг взял в плен немецкого офицера с адъютантом.
После окончания войны Вишневский продолжил службу в Военно-морском флоте СССР. С сентября 1946 года он был начальником политотдела — заместителем по политической части начальника тыла Северного флота, заместителем начальника Политуправления Черноморского флота, начальником политотделов Северо-Тихоокеанской военной флотилии, Совгаванской военно-морской базы, Высшего училища береговой артиллерии Военно-морского флота СССР. В 1958—1959 годах Вишневский руководил политотделом Главного штаба Военно-морского флота СССР. 25 мая 1959 года ему было присвоено воинское звание генерал-майора. Военную службу совмещал с работой в журнале «Морской сборник». В марте 1969 года Вишневский вышел в отставку. Умер 9 июля 1975 года, похоронен на Введенском кладбище (29 уч.).
Был награждён орденом Ленина (1955), тремя орденами Красного Знамени (1942,1945,1951) орденами Отечественной войны 2-й степени (1944), Красной Звезды (1945) и «Знак Почёта» (1963), а также рядом медалей.

## Память
- В мае 1976 года в городе Одессе, в его честь Военный переулок переименован в переулок Генерала Вишневского[2].